# Final Four dell'Eurolega 2018-2019
Le Final Four dell'Eurolega 2018-2019 di hockey su pista si sono disputate il Pavilhão João Rocha di Lisbona in Portogallo dall'11 al 12 maggio 2019.
Vi hanno partecipato le seguenti squadre:
- 1º quarto di finale:  Barcellona
- 2º quarto di finale:  Sporting CP
- 3º quarto di finale:  Porto
- 4º quarto di finale:  Benfica

I vincitori, i portoghesi dello Sporting CP al secondo successo nella manifestazione e la finalista del torneo, il Porto, hanno ottenuto il diritto di giocare contro i vincitori e i finalisti della Coppa WSE 2020-2021, rispettivamente gli spagnoli del Lleida e gli italiani del Sarzana, nella Coppa Continentale 2019-2020.

## Tabellone
|  | Semifinali  | Semifinali  | Semifinali  |             |       | Finale | Finale | Finale |  |
|  |             |             |             |             |       |        |        |        |  |
|  | Barcellona  | Barcellona  | 1(0)        |             |       |        |        |        |  |
|  | Barcellona  | Barcellona  | 1(0)        |             |       |        |        |        |  |
|  | Porto       | Porto       | 1(1)        |             |       |        |        |        |  |
|  | Porto       | Porto       | 1(1)        |             | Porto | Porto  | 2      |        |  |
|  |             |             |             |             | Porto | Porto  | 2      |        |  |
|  |             |             | Sporting CP | Sporting CP | 5     |        |        |        |  |
|  | Sporting CP | Sporting CP | Sporting CP | Sporting CP | 5     | 5      |        |        |  |
|  | Sporting CP | Sporting CP |             |             |       |        |        |        |  |
|  | Benfica     | Benfica     | 4           |             |       |        |        |        |  |

## Risultati

### Semifinali
| Arbitri: | Claudio Ferraro Luca Molli |

|               |                |              |
| Pascual 3'13" | Marcatori      | 28'53" Alves |
|               | Shootout 0 – 1 | Nunes        |

| Arbitri: | Miguel Diaz Ivan Gonzalez |

|                                                                      |           |                                                    |
| Gil Gómez 7'23" Platero 15'00" 22'43" Magalhaes 40'29" Romero 48'07" | Marcatori | 15'11" 41'30" Rafael 43'12" Nicolía 48'16" Ordóñez |

#### Finale
| Arbitri: | Alessandro Eccelsi Joseph Silecchia |

|                           |           |                                                          |
| García 7'32" Alves 39'12" | Marcatori | 6'27" Pérez 9'54" Pinto 11'54" 41'20" Font 23'26" Romero |

| Porto             |    |                          |
|                   |    |                          |
| P                 | 1  | Carles Grau              |
| E                 | 5  | Telmo Pinto              |
| E                 | 7  | Giulio Cocco             |
| E                 | 9  | José Soares Costa        |
| P                 | 10 | Nelson Filipe Magalhaes  |
| E                 | 17 | Hugo Santos              |
| E                 | 18 | Daniel do Carmo Oliveira |
| E                 | 57 | Reinaldo García Mallea   |
| E                 | 77 | Gonçalo Alves            |
| E                 | 77 | Hélder Nunes             |
| Allenatore:       |    |                          |
| Guillem Cabestany |    |                          |

| Sporting CP   |    |                    |
|               |    |                    |
| E             | 4  | Ferrant Font       |
| E             | 9  | Pedro Gil Gómez    |
| E             | 17 | Matías Platero     |
| E             | 27 | Raúl Marín Martín  |
| E             | 30 | João Pinto         |
| E             | 57 | Toni Pérez         |
| P             | 61 | Ângelo Girão       |
| E             | 88 | Henrique Magalhaes |
| P             | 91 | Jose Macedo        |
| E             | 99 | Gonzalo Romero     |
| Allenatore:   |    |                    |
| Paulo Freitas |    |                    |